# Дударан (Сіяхкаль)
Дударан (перс. دودران) — село в Ірані, у дегестані Дейламан, у бахші Дейламан, шагрестані Сіяхкаль остану Ґілян. У переписі 2006 року вказане як окремий населений пункт, але без відомостей про чисельність населення.

## Клімат
Середня річна температура становить 9,29 °C, середня максимальна – 24,98 °C, а середня мінімальна – -8,50 °C. Середня річна кількість опадів – 409 мм.
| Клімат поселення                              | Клімат поселення | Клімат поселення | Клімат поселення | Клімат поселення | Клімат поселення | Клімат поселення | Клімат поселення | Клімат поселення | Клімат поселення | Клімат поселення | Клімат поселення | Клімат поселення | Клімат поселення |
| Показник                                      | Січ.             | Лют.             | Бер.             | Квіт.            | Трав.            | Черв.            | Лип.             | Серп.            | Вер.             | Жовт.            | Лист.            | Груд.            |                  |
| Середній максимум, °C                         | 4,42             | 5,84             | 9,84             | 15,42            | 19,51            | 23,01            | 24,79            | 24,98            | 21,33            | 17,33            | 11,48            | 6,59             |                  |
| Середня температура, °C                       | −2,04            | −0,62            | 3,40             | 8,97             | 13,05            | 16,55            | 19,09            | 19,28            | 15,62            | 11,61            | 5,76             | 0,88             |                  |
| Середній мінімум, °C                          | −8,5             | −7,08            | −3,07            | 2,49             | 6,58             | 10,09            | 13,38            | 13,56            | 9,90             | 5,90             | 0,06             | −4,84            |                  |
| Норма опадів, мм                              | 30               | 29               | 48               | 49               | 53               | 27               | 13               | 16               | 26               | 47               | 42               | 29               |                  |
| Середньомісячна швидкість вітру, м/с          | 2.29             | 2.80             | 2.50             | 2.79             | 2.40             | 2.41             | 2.59             | 2.40             | 2.10             | 2.00             | 2.11             | 2.30             |                  |
| Середньомісячна сонячна радіація, кДж/м²·день | 7274             | 9865             | 11996            | 16221            | 20392            | 23664            | 24470            | 20740            | 17275            | 11999            | 8656             | 6724             |                  |
| --------------------------------------------- | ---------------- | ---------------- | ---------------- | ---------------- | ---------------- | ---------------- | ---------------- | ---------------- | ---------------- | ---------------- | ---------------- | ---------------- | ---------------- |
| Джерело:                                      |                  |                  |                  |                  |                  |                  |                  |                  |                  |                  |                  |                  |                  |